# شتيفان كولب
شتيفان كولب (بالألمانية: Stefan Kolb)‏ (22 يناير 1991 في ألمانيا - ) هو لاعب كرة قدم ألماني في مركز الهجوم. لعب مع غرويتر فورت وكارل زايس يينا وSpVgg Bayreuth ‏.

## وصلات خارجية
- شتيفان كولب على موقع قاعدة بيانات كرة القدم.إي يو (الإنجليزية)
- شتيفان كولب على موقع بيانات كرة القدم. دي إي (الألمانية)
- شتيفان كولب على موقع عالم كرة القدم.نت (الإنجليزية)